# World Grand Prix 2013
Il World Grand Prix 2013 si è svolto dal 2 agosto al 1º settembre 2013. Al torneo hanno partecipato 20 squadre nazionali e la vittoria finale è andata per la nona volta al Brasile.

## Fase a gironi

### Primo week-end
| Gruppo A                                          | Gruppo B                                                        | Gruppo C                                         | Gruppo D                                   | Gruppo E                                               |
| ------------------------------------------------- | --------------------------------------------------------------- | ------------------------------------------------ | ------------------------------------------ | ------------------------------------------------------ |
| Sede: Campinas Brasile Polonia Russia Stati Uniti | Sede: Santo Domingo Porto Rico Rep. Ceca Rep. Dominicana Serbia | Sede: Ankara Algeria Giappone Thailandia Turchia | Sede: Macao Bulgaria Cina Cuba Paesi Bassi | Sede: Montichiari Argentina Germania Italia Kazakistan |

### Secondo week-end
| Gruppo A                                              | Gruppo B                                                   | Gruppo C                                         | Gruppo D                                         | Gruppo E                                         |
| ----------------------------------------------------- | ---------------------------------------------------------- | ------------------------------------------------ | ------------------------------------------------ | ------------------------------------------------ |
| Sede: Belgrado Algeria Paesi Bassi Serbia Stati Uniti | Sede: San Juan Brasile Bulgaria Porto Rico Rep. Dominicana | Sede: Płock Germania Giappone Kazakistan Polonia | Sede: Hong Kong Argentina Cina Rep. Ceca Turchia | Sede: Ekaterinburg Cuba Italia Russia Thailandia |

### Terzo week-end
| Gruppo A                                         | Gruppo B                                            | Gruppo C                                             | Gruppo D                                  | Gruppo E                                               |
| ------------------------------------------------ | --------------------------------------------------- | ---------------------------------------------------- | ----------------------------------------- | ------------------------------------------------------ |
| Sede: Almaty Brasile Cuba Kazakistan Paesi Bassi | Sede: Bangkok Germania Porto Rico Russia Thailandia | Sede: Sendai Bulgaria Giappone Rep. Ceca Stati Uniti | Sede: Wuhan Argentina Cina Polonia Serbia | Sede: Kaohsiung Algeria Italia Rep. Dominicana Turchia |

## Podio

### Campione
Formazione: 1 Fabiana Claudino, 2 Juciely Barreto, 3 Danielle Lins, 5 Adenízia da Silva, 6 Thaísa de Menezes, 7 Priscila Daroit, 8 Cláudia da Silva, 9 Michelle Pavão, 10 Gabriela Guimarães, 13 Sheilla de Castro, 14 Fabiana de Oliveira, 15 Monique Pavão, 16 Fernanda Garay, 18 Camila Brait, CT: José Roberto Guimarães

### Secondo posto
Formazione: 1 Yin Na, 2 Zhu Ting, 3 Yang Mi, 5 Shen Jingsi, 6 Yang Junjing, 7 Zhang Xian, 8 Zeng Chunlei, 9 Wang Yimei, 11 Xu Yunli, 12 Hui Ruoqi, 16 Zhang Lei, 19 Liu Congcong, 20 Chen Zhan, 21 Ma Yunwen, CT: Lang Ping

### Terzo posto
Formazione: 2 Jovana Brakočević, 4 Bojana Živković, 5 Nataša Krsmanović, 6 Tijana Malešević, 7 Brižitka Molnar, 9 Brankica Mihajlović, 10 Maja Ognjenović, 11 Stefana Veljković, 12 Jelena Nikolić, 13 Ana Bjelica, 14 Nađa Ninković, 16 Milena Rašić, 18 Suzana Ćebić, 19 Jasna Majstorović, CT: Zoran Terzić

## Classifica finale
| Classifica | Squadre         |
| ---------- | --------------- |
|            | Brasile         |
|            | Cina            |
|            | Serbia          |
| 4          | Giappone        |
| 5          | Italia          |
| 6          | Stati Uniti     |
| 7          | Russia          |
| 8          | Turchia         |
| 9          | Bulgaria        |
| 10         | Rep. Dominicana |
| 11         | Germania        |
| 12         | Paesi Bassi     |
| 13         | Thailandia      |
| 14         | Rep. Ceca       |
| 15         | Polonia         |
| 16         | Argentina       |
| 17         | Kazakistan      |
| 18         | Porto Rico      |
| 19         | Cuba            |
| 20         | Algeria         |